# Copa de Oro Nicolás Leoz 1995
De Copa de Oro Nicolás Leoz 1995 was de tweede editie van deze Zuid-Amerikaanse voetbalcompetitie, die werd gespeeld tussen de winnaars van twee andere Zuid-Amerikaanse voetbaltoernooien. Twee andere deelnemers trokken zich terug, waardoor het toernooi slechts bestond uit de finale. Hierin versloeg Cruzeiro EC uit Brazilië hun landgenoten van São Paulo FC na strafschoppen. Deze wedstrijden telden ook mee als kwartfinale van de Supercopa Sudamericana 1995.

## Deelnemers
Aan de tweede editie van de Copa de Oro Nicolás Leoz mochten vier ploegen meedoen die een jaar eerder een Zuid-Amerikaans voetbaltoernooi hadden gewonnen. Twee daarvan trokken zich echter terug voor het toernooi. Titelverdediger CA Boca Juniors slaagde er niet in om zich te kwalificeren. Voor Cruzeiro EC en São Paulo FC was het allebei hun tweede deelname.
| Deelnemer          | Kwalificatie                  | Datum kwalificatie |
| ------------------ | ----------------------------- | ------------------ |
| CA Vélez Sarsfield | Copa Libertadores 1994        | 31 augustus 1994   |
| CA Independiente   | Supercopa Sudamericana 1994   | 9 november 1994    |
| São Paulo FC       | Copa CONMEBOL 1994            | 21 december 1994   |
| Cruzeiro EC        | Copa Master de Supercopa 1994 | 16 maart 1995      |

## Toernooi-opzet
De twee deelnemende clubs speelden een thuis- en een uitwedstrijd tegen elkaar. Bij een gelijke stand werd er niet verlengd, maar werden er gelijk strafschoppen genomen.

### Finale
|                 |             |                  |              | |
| 25 oktober 1995 | Cruzeiro EC | 0 - 1 (gestaakt) | São Paulo FC | Estádio Governador Magalhães Pinto, Belo Horizonte Toeschouwers: 18.055 Scheidsrechter: Wilson de Souza Mendonça (Brazilië) |
| 25 oktober 1995 |             | 7' Palhinha      |              | Estádio Governador Magalhães Pinto, Belo Horizonte Toeschouwers: 18.055 Scheidsrechter: Wilson de Souza Mendonça (Brazilië) |

|              |                          |           |                                                     | |
| 22 juli 1993 | São Paulo FC             | 0 - 1     | Cruzeiro EC                                         | Estádio Estádio Cícero Pompeu de Toledo, São Paulo Toeschouwers: 4.680 Scheidsrechter: Félix Benegas (Paraguay) |
| 22 juli 1993 |                          | 58' Dinei |                                                     | Estádio Estádio Cícero Pompeu de Toledo, São Paulo Toeschouwers: 4.680 Scheidsrechter: Félix Benegas (Paraguay) |
| 22 juli 1993 | Strafschoppen            |           |                                                     | Estádio Estádio Cícero Pompeu de Toledo, São Paulo Toeschouwers: 4.680 Scheidsrechter: Félix Benegas (Paraguay) |
| 22 juli 1993 | Alemão Bordon André Luiz | 1 – 4     | Nonato Paulinho McLaren Alberto Félix Gélson Baresi | Estádio Estádio Cícero Pompeu de Toledo, São Paulo Toeschouwers: 4.680 Scheidsrechter: Félix Benegas (Paraguay) |

1–1 over twee wedstrijden. Cruzeiro EC wint met 4–1 na strafschoppen.

| Winnaar Copa de Oro Nicolás Leoz 1995 |
| ------------------------------------- |
| Cruzeiro EC 1e titel                  |